# Rogério de Patras
Rogério de Patras, fue un arzobispo latino de Patras y, además, gobernante de la Baronía de Patras en la Grecia franca, cargo que ocupó entre 1337 y 1347, año de su muerte.

## Biografía
Rogério accedió al cargo de arzobispo tras la muerte en 1337 de Guillermo Frangipani, que había hecho que Patras fuese efectivamente independiente del Principado de Acaya. Así fue nombrado el 20 de octubre del ese año y recibió la ordenación episcopal en Aviñón el 29 de diciembre de 1337. Entre el interludio de la muerte de Guillermo y la llegada de Rogério, Bertrand des Baux trató de asediar Patras con el objetivo de hacerse con ella. Sin embargo Benedicto XII reaccionó declarando la ciudad "tierra de la Santa Iglesia Romana" al estar fuera del Principado y Catalina de Valois confirmó la independencia del arzobispo.
La independencia otorgada por el Papa fue aprovechada por Rogério y sus sucesores, quienes a partir de entonces desempeñaron un papel crucial en los hechos acaecidos en el Principado. Así, enfrentándose repetidamente a la manifiesta incapacidad de los príncipes angevinos de Nápoles para defender los intereses de Acaya: En 1341 Roger participó junto a otros nobles, entre los que se encontraba Felipe de Jonvelle, barón de Vostitsa y Nivelet; en una negociación para aliarse con los griegos. Ese mismo año también ofreció el control del Principado a Juan VI Cantacuceno, regente del Imperio Bizantino. Juan VI acogió la propuesta con alegría, sin embargo dichos planes se vieron frustrados por el estallido de la Guerra civil bizantina.
En octubre de 1344, en el Concilio de Roviata, Roger encabezó otro grupo de poderosos nobles que solicitaron a Jaime III de Mallorca, descendiente de los fundadores del Principado de Acaya, el control gubernamental. Entre ellos se encontraban Felipe de Jonvelle, los barones Erardo III Le Maure (barón de Arcadia y mariscal de Acaya un año después) y Alibert de Luc (barón de Basilicata) y un gran número de caballeros y escuderos de antiguas y nuevas familias. A pesar de ello la guerra que llevaba a cabo Jaime III contra la Corona de Aragón y su posterior muerte en batalla dieron al traste con el plan.